# Centro de Modelamiento Matemático
El Centro de Modelamiento Matemático (CMM) es un centro científico líder en Chile para la investigación y aplicaciones de las matemáticas. Fue inaugurado en abril del 2000 y forma parte de la Facultad de Ciencias Físicas y Matemáticas (FCFM) de la Universidad de Chile, en la que se encuentra la principal y más antigua escuela de ingeniería del país. Su objetivo es crear nuevas matemáticas y utilizarlas para resolver problemas provenientes de otras ciencias, la industria y las políticas públicas.

## Misión
La misión fundamental del CMM es la creación de nueva  matemática, su difusión internacional y su uso en la comprensión y solución de problemas complejos que provienen tanto del sector productivo como de las otras ciencias. Con este objetivo fundacional, el CMM se ha propuesto crear en su interior un ambiente que promueva la discusión abierta en la que participen matemáticos de distintas áreas, científicos de otras disciplinas, ingenieros de especialidades diferentes, otros profesionales y estudiantes. Para esto el Centro se esfuerza en ofrecer una infraestructura óptima y una apertura a lo internacional que contribuyen a mantener un alto nivel.

## Historia
El CMM fue creado por un grupo de investigadores del Departamento de Ingeniería Matemática (DIM) de la Universidad de Chile gracias al Fondo de Investigación Avanzada en Áreas Prioritarias, FONDAP, de la Comisión Nacional de Investigación Científica y Tecnológica, CONICYT. Asociado al programa FONDAP en Modelamiento Matemático, que desarrollaba el CMM, estaba el grupo de Análisis Numérico del Departamento de Ingeniería Matemática de la Universidad de Concepción.
El CMM se transformó luego en un Centro de Excelencia con Financiamiento Basal de la Agencia Nacional de Investigación y Desarrollo (ANID, entidad sucesora de Conicyt).
Desde sus inicios el CMM forma parte del  Centre National de la Recherche Scientifique (CNRS) de Francia, primero como Unidad Mixta de Investigación (UMI 2807) –la primera de su tipo fuera de Francia– y luego como Laboratorio Internacional de Investigación (IRL 2807). Esta asociación con el mayor centro de investigación científica de Europa sitúa al CMM en un lugar destacado a nivel internacional y potencia enormemente su acción.
A partir de 2020, además de las instituciones fundadoras, el Centro de Modelamiento Matemático está constituido por la Universidad Adolfo Ibáñez (UAI), la Universidad Andrés Bello (UNAB), la Universidad Católica de la Santísima Concepción (UCSC), la Universidad de O'Higgins (UOH), la Universidad de Valparaíso (UV), la Universidad del Bío-Bío (UBB) y la Universidad Técnica Federico Santa María (USM) como instituciones asociadas.

## Estructura
Las líneas de investigación fundamental del Centro de Modelamiento Matemático representan una parte importante de las matemáticas modernas, con fuertes raíces en el análisis y orientadas a áreas aplicadas.
El Centro de Modelamiento Matemático ha definido seis líneas estratégicas en las que centra su investigación: Clima y Biodiversidad, Ciencia de Datos, Salud Digital, Minería Digital, Educación y Redes Sostenibles para la Energía y la Asignación de Recursos. Estas líneas articulan la investigación aplicada desarrollada en diferentes laboratorios e iniciativas del CMM.

## Investigación fundamental
Los grupos de investigación básica (o fundamental) del CMM son actualmente: 
- Algoritmos y Combinatoria
- Análisis No Lineal y Ecuaciones Diferenciales Parciales
- Análisis Numérico
- Mecánica Matemática y Problemas Inversos
- Optimización y Equilibrio
- Probabilidades y Teoría Ergódica

## Investigación Aplicada
Las líneas de investigación aplicada que desarrolla el CMM (desde el 2021):
- Minería Digital
- Clima y Biodiversidad
- Salud Digital
- Educación Matemática
- Redes Sostenibles para la Asignación de Energía y Recursos (Gestión de Recursos)
- Ciencia de Datos

## Infraestructura para ciencia y tecnología
Fruto de su largo trabajo en y experiencia en proyectos asociativos y multidisciplinarios, el CMM ha articulado iniciativas que requieren infraestructura computacional a largo plazo para lograr impactos en la ciencia, la industria y las políticas públicas. Actualmente, alberga tres grandes proyectos de este tipo:
- Laboratorio Nacional de Computación de Alto Rendimiento (NLHPC): Un proyecto asociativo que reúne a casi todas las universidades más relevantes de Chile y un gran número de centros nacionales de investigación, y que tiene como misión principal satisfacer la demanda científica nacional de computación de alto rendimiento.[5]
- ALeRCE (Automatic Learning for the Rapid Classification of Events): Sistema que utiliza aprendizaje de máquinas para clasificar y priorizar alertas de eventos astronómicos provenientes de grandes telescopios.
- Centro Regional Copernicus para América Latina y el Caribe: proyecto conjunto entre la Comisión Europea y la Universidad de Chile, que provee servicios de análisis y acceso a datos satelitales del proyecto europeo de observación de la Tierra, Copernicus.